# Kim giao núi đất
Kim giao núi đất hay còn gọi kim giao đế mập, thông mụ (danh pháp khoa học: Nageia wallichiana) là một loài thực vật hạt trần trong họ Thông tre. Loài này được (C.Presl) Kuntze miêu tả khoa học đầu tiên năm 1891.